# (3846) Hazel
(3846) Hazel es un asteroide perteneciente al cinturón de asteroides, descubierto el 9 de octubre de 1980 por Carolyn Shoemaker desde el Observatorio del Monte Palomar, Estados Unidos.

## Designación y nombre
Designado provisionalmente como 1980 TK5. Fue nombrado Hazel en homenaje a “Hazel Arthur Spellmann” madre de la descubridora.